# 1663
Portal Geschichte | Portal Biografien | Aktuelle Ereignisse | Jahreskalender | Tagesartikel

◄ |
16. Jahrhundert |
17. Jahrhundert
| 18. Jahrhundert | ►

◄ |
1630er |
1640er |
1650er |
1660er
| 1670er | 1680er | 1690er | ►

◄◄ |
◄ |
1659 |
1660 |
1661 |
1662 |
1663
| 1664 | 1665 | 1666 | 1667 | ► | ►►
Staatsoberhäupter  · Nekrolog   · Musikjahr
| Januar | Januar | Januar | Januar | Januar | Januar | Januar | Januar |
| Kw     | Mo     | Di     | Mi     | Do     | Fr     | Sa     | So     |
| 1      | 1      | 2      | 3      | 4      | 5      | 6      | 7      |
| 2      | 8      | 9      | 10     | 11     | 12     | 13     | 14     |
| 3      | 15     | 16     | 17     | 18     | 19     | 20     | 21     |
| 4      | 22     | 23     | 24     | 25     | 26     | 27     | 28     |
| 5      | 29     | 30     | 31     |        |        |        |        |
| ------ | ------ | ------ | ------ | ------ | ------ | ------ | ------ |

| Februar | Februar | Februar | Februar | Februar | Februar | Februar | Februar |
| Kw      | Mo      | Di      | Mi      | Do      | Fr      | Sa      | So      |
| 5       |         |         |         | 1       | 2       | 3       | 4       |
| 6       | 5       | 6       | 7       | 8       | 9       | 10      | 11      |
| 7       | 12      | 13      | 14      | 15      | 16      | 17      | 18      |
| 8       | 19      | 20      | 21      | 22      | 23      | 24      | 25      |
| 9       | 26      | 27      | 28      |         |         |         |         |
| ------- | ------- | ------- | ------- | ------- | ------- | ------- | ------- |

| März | März | März | März | März | März | März | März |
| Kw   | Mo   | Di   | Mi   | Do   | Fr   | Sa   | So   |
| 9    |      |      |      | 1    | 2    | 3    | 4    |
| 10   | 5    | 6    | 7    | 8    | 9    | 10   | 11   |
| 11   | 12   | 13   | 14   | 15   | 16   | 17   | 18   |
| 12   | 19   | 20   | 21   | 22   | 23   | 24   | 25   |
| 13   | 26   | 27   | 28   | 29   | 30   | 31   |      |
| ---- | ---- | ---- | ---- | ---- | ---- | ---- | ---- |

| April | April | April | April | April | April | April | April |
| Kw    | Mo    | Di    | Mi    | Do    | Fr    | Sa    | So    |
| 13    |       |       |       |       |       |       | 1     |
| 14    | 2     | 3     | 4     | 5     | 6     | 7     | 8     |
| 15    | 9     | 10    | 11    | 12    | 13    | 14    | 15    |
| 16    | 16    | 17    | 18    | 19    | 20    | 21    | 22    |
| 17    | 23    | 24    | 25    | 26    | 27    | 28    | 29    |
| 18    | 30    |       |       |       |       |       |       |
| ----- | ----- | ----- | ----- | ----- | ----- | ----- | ----- |

| Mai | Mai | Mai | Mai | Mai | Mai | Mai | Mai |
| Kw  | Mo  | Di  | Mi  | Do  | Fr  | Sa  | So  |
| 18  |     | 1   | 2   | 3   | 4   | 5   | 6   |
| 19  | 7   | 8   | 9   | 10  | 11  | 12  | 13  |
| 20  | 14  | 15  | 16  | 17  | 18  | 19  | 20  |
| 21  | 21  | 22  | 23  | 24  | 25  | 26  | 27  |
| 22  | 28  | 29  | 30  | 31  |     |     |     |
| --- | --- | --- | --- | --- | --- | --- | --- |

| Juni | Juni | Juni | Juni | Juni | Juni | Juni | Juni |
| Kw   | Mo   | Di   | Mi   | Do   | Fr   | Sa   | So   |
| 22   |      |      |      |      | 1    | 2    | 3    |
| 23   | 4    | 5    | 6    | 7    | 8    | 9    | 10   |
| 24   | 11   | 12   | 13   | 14   | 15   | 16   | 17   |
| 25   | 18   | 19   | 20   | 21   | 22   | 23   | 24   |
| 26   | 25   | 26   | 27   | 28   | 29   | 30   |      |
| ---- | ---- | ---- | ---- | ---- | ---- | ---- | ---- |

| Juli | Juli | Juli | Juli | Juli | Juli | Juli | Juli |
| Kw   | Mo   | Di   | Mi   | Do   | Fr   | Sa   | So   |
| 26   |      |      |      |      |      |      | 1    |
| 27   | 2    | 3    | 4    | 5    | 6    | 7    | 8    |
| 28   | 9    | 10   | 11   | 12   | 13   | 14   | 15   |
| 29   | 16   | 17   | 18   | 19   | 20   | 21   | 22   |
| 30   | 23   | 24   | 25   | 26   | 27   | 28   | 29   |
| 31   | 30   | 31   |      |      |      |      |      |
| ---- | ---- | ---- | ---- | ---- | ---- | ---- | ---- |

| August | August | August | August | August | August | August | August |
| Kw     | Mo     | Di     | Mi     | Do     | Fr     | Sa     | So     |
| 31     |        |        | 1      | 2      | 3      | 4      | 5      |
| 32     | 6      | 7      | 8      | 9      | 10     | 11     | 12     |
| 33     | 13     | 14     | 15     | 16     | 17     | 18     | 19     |
| 34     | 20     | 21     | 22     | 23     | 24     | 25     | 26     |
| 35     | 27     | 28     | 29     | 30     | 31     |        |        |
| ------ | ------ | ------ | ------ | ------ | ------ | ------ | ------ |

| September | September | September | September | September | September | September | September |
| Kw        | Mo        | Di        | Mi        | Do        | Fr        | Sa        | So        |
| 35        |           |           |           |           |           | 1         | 2         |
| 36        | 3         | 4         | 5         | 6         | 7         | 8         | 9         |
| 37        | 10        | 11        | 12        | 13        | 14        | 15        | 16        |
| 38        | 17        | 18        | 19        | 20        | 21        | 22        | 23        |
| 39        | 24        | 25        | 26        | 27        | 28        | 29        | 30        |
| --------- | --------- | --------- | --------- | --------- | --------- | --------- | --------- |

| Oktober | Oktober | Oktober | Oktober | Oktober | Oktober | Oktober | Oktober |
| Kw      | Mo      | Di      | Mi      | Do      | Fr      | Sa      | So      |
| 40      | 1       | 2       | 3       | 4       | 5       | 6       | 7       |
| 41      | 8       | 9       | 10      | 11      | 12      | 13      | 14      |
| 42      | 15      | 16      | 17      | 18      | 19      | 20      | 21      |
| 43      | 22      | 23      | 24      | 25      | 26      | 27      | 28      |
| 44      | 29      | 30      | 31      |         |         |         |         |
| ------- | ------- | ------- | ------- | ------- | ------- | ------- | ------- |

| November | November | November | November | November | November | November | November |
| Kw       | Mo       | Di       | Mi       | Do       | Fr       | Sa       | So       |
| 44       |          |          |          | 1        | 2        | 3        | 4        |
| 45       | 5        | 6        | 7        | 8        | 9        | 10       | 11       |
| 46       | 12       | 13       | 14       | 15       | 16       | 17       | 18       |
| 47       | 19       | 20       | 21       | 22       | 23       | 24       | 25       |
| 48       | 26       | 27       | 28       | 29       | 30       |          |          |
| -------- | -------- | -------- | -------- | -------- | -------- | -------- | -------- |

| Dezember | Dezember | Dezember | Dezember | Dezember | Dezember | Dezember | Dezember |
| Kw       | Mo       | Di       | Mi       | Do       | Fr       | Sa       | So       |
| 48       |          |          |          |          |          | 1        | 2        |
| 49       | 3        | 4        | 5        | 6        | 7        | 8        | 9        |
| 50       | 10       | 11       | 12       | 13       | 14       | 15       | 16       |
| 51       | 17       | 18       | 19       | 20       | 21       | 22       | 23       |
| 52       | 24       | 25       | 26       | 27       | 28       | 29       | 30       |
| 1        | 31       |          |          |          |          |          |          |
| -------- | -------- | -------- | -------- | -------- | -------- | -------- | -------- |

| Januar | Januar | Januar | Januar | Januar | Januar | Januar | Januar |
| Kw     | Mo     | Di     | Mi     | Do     | Fr     | Sa     | So     |
| 1      | 1      | 2      | 3      | 4      | 5      | 6      | 7      |
| 2      | 8      | 9      | 10     | 11     | 12     | 13     | 14     |
| 3      | 15     | 16     | 17     | 18     | 19     | 20     | 21     |
| 4      | 22     | 23     | 24     | 25     | 26     | 27     | 28     |
| 5      | 29     | 30     | 31     |        |        |        |        |
| ------ | ------ | ------ | ------ | ------ | ------ | ------ | ------ |

| Februar | Februar | Februar | Februar | Februar | Februar | Februar | Februar |
| Kw      | Mo      | Di      | Mi      | Do      | Fr      | Sa      | So      |
| 5       |         |         |         | 1       | 2       | 3       | 4       |
| 6       | 5       | 6       | 7       | 8       | 9       | 10      | 11      |
| 7       | 12      | 13      | 14      | 15      | 16      | 17      | 18      |
| 8       | 19      | 20      | 21      | 22      | 23      | 24      | 25      |
| 9       | 26      | 27      | 28      |         |         |         |         |
| ------- | ------- | ------- | ------- | ------- | ------- | ------- | ------- |

| März | März | März | März | März | März | März | März |
| Kw   | Mo   | Di   | Mi   | Do   | Fr   | Sa   | So   |
| 9    |      |      |      | 1    | 2    | 3    | 4    |
| 10   | 5    | 6    | 7    | 8    | 9    | 10   | 11   |
| 11   | 12   | 13   | 14   | 15   | 16   | 17   | 18   |
| 12   | 19   | 20   | 21   | 22   | 23   | 24   | 25   |
| 13   | 26   | 27   | 28   | 29   | 30   | 31   |      |
| ---- | ---- | ---- | ---- | ---- | ---- | ---- | ---- |

| April | April | April | April | April | April | April | April |
| Kw    | Mo    | Di    | Mi    | Do    | Fr    | Sa    | So    |
| 13    |       |       |       |       |       |       | 1     |
| 14    | 2     | 3     | 4     | 5     | 6     | 7     | 8     |
| 15    | 9     | 10    | 11    | 12    | 13    | 14    | 15    |
| 16    | 16    | 17    | 18    | 19    | 20    | 21    | 22    |
| 17    | 23    | 24    | 25    | 26    | 27    | 28    | 29    |
| 18    | 30    |       |       |       |       |       |       |
| ----- | ----- | ----- | ----- | ----- | ----- | ----- | ----- |

| Mai | Mai | Mai | Mai | Mai | Mai | Mai | Mai |
| Kw  | Mo  | Di  | Mi  | Do  | Fr  | Sa  | So  |
| 18  |     | 1   | 2   | 3   | 4   | 5   | 6   |
| 19  | 7   | 8   | 9   | 10  | 11  | 12  | 13  |
| 20  | 14  | 15  | 16  | 17  | 18  | 19  | 20  |
| 21  | 21  | 22  | 23  | 24  | 25  | 26  | 27  |
| 22  | 28  | 29  | 30  | 31  |     |     |     |
| --- | --- | --- | --- | --- | --- | --- | --- |

| Juni | Juni | Juni | Juni | Juni | Juni | Juni | Juni |
| Kw   | Mo   | Di   | Mi   | Do   | Fr   | Sa   | So   |
| 22   |      |      |      |      | 1    | 2    | 3    |
| 23   | 4    | 5    | 6    | 7    | 8    | 9    | 10   |
| 24   | 11   | 12   | 13   | 14   | 15   | 16   | 17   |
| 25   | 18   | 19   | 20   | 21   | 22   | 23   | 24   |
| 26   | 25   | 26   | 27   | 28   | 29   | 30   |      |
| ---- | ---- | ---- | ---- | ---- | ---- | ---- | ---- |

| Juli | Juli | Juli | Juli | Juli | Juli | Juli | Juli |
| Kw   | Mo   | Di   | Mi   | Do   | Fr   | Sa   | So   |
| 26   |      |      |      |      |      |      | 1    |
| 27   | 2    | 3    | 4    | 5    | 6    | 7    | 8    |
| 28   | 9    | 10   | 11   | 12   | 13   | 14   | 15   |
| 29   | 16   | 17   | 18   | 19   | 20   | 21   | 22   |
| 30   | 23   | 24   | 25   | 26   | 27   | 28   | 29   |
| 31   | 30   | 31   |      |      |      |      |      |
| ---- | ---- | ---- | ---- | ---- | ---- | ---- | ---- |

| August | August | August | August | August | August | August | August |
| Kw     | Mo     | Di     | Mi     | Do     | Fr     | Sa     | So     |
| 31     |        |        | 1      | 2      | 3      | 4      | 5      |
| 32     | 6      | 7      | 8      | 9      | 10     | 11     | 12     |
| 33     | 13     | 14     | 15     | 16     | 17     | 18     | 19     |
| 34     | 20     | 21     | 22     | 23     | 24     | 25     | 26     |
| 35     | 27     | 28     | 29     | 30     | 31     |        |        |
| ------ | ------ | ------ | ------ | ------ | ------ | ------ | ------ |

| September | September | September | September | September | September | September | September |
| Kw        | Mo        | Di        | Mi        | Do        | Fr        | Sa        | So        |
| 35        |           |           |           |           |           | 1         | 2         |
| 36        | 3         | 4         | 5         | 6         | 7         | 8         | 9         |
| 37        | 10        | 11        | 12        | 13        | 14        | 15        | 16        |
| 38        | 17        | 18        | 19        | 20        | 21        | 22        | 23        |
| 39        | 24        | 25        | 26        | 27        | 28        | 29        | 30        |
| --------- | --------- | --------- | --------- | --------- | --------- | --------- | --------- |

| Oktober | Oktober | Oktober | Oktober | Oktober | Oktober | Oktober | Oktober |
| Kw      | Mo      | Di      | Mi      | Do      | Fr      | Sa      | So      |
| 40      | 1       | 2       | 3       | 4       | 5       | 6       | 7       |
| 41      | 8       | 9       | 10      | 11      | 12      | 13      | 14      |
| 42      | 15      | 16      | 17      | 18      | 19      | 20      | 21      |
| 43      | 22      | 23      | 24      | 25      | 26      | 27      | 28      |
| 44      | 29      | 30      | 31      |         |         |         |         |
| ------- | ------- | ------- | ------- | ------- | ------- | ------- | ------- |

| November | November | November | November | November | November | November | November |
| Kw       | Mo       | Di       | Mi       | Do       | Fr       | Sa       | So       |
| 44       |          |          |          | 1        | 2        | 3        | 4        |
| 45       | 5        | 6        | 7        | 8        | 9        | 10       | 11       |
| 46       | 12       | 13       | 14       | 15       | 16       | 17       | 18       |
| 47       | 19       | 20       | 21       | 22       | 23       | 24       | 25       |
| 48       | 26       | 27       | 28       | 29       | 30       |          |          |
| -------- | -------- | -------- | -------- | -------- | -------- | -------- | -------- |

| Dezember | Dezember | Dezember | Dezember | Dezember | Dezember | Dezember | Dezember |
| Kw       | Mo       | Di       | Mi       | Do       | Fr       | Sa       | So       |
| 48       |          |          |          |          |          | 1        | 2        |
| 49       | 3        | 4        | 5        | 6        | 7        | 8        | 9        |
| 50       | 10       | 11       | 12       | 13       | 14       | 15       | 16       |
| 51       | 17       | 18       | 19       | 20       | 21       | 22       | 23       |
| 52       | 24       | 25       | 26       | 27       | 28       | 29       | 30       |
| 1        | 31       |          |          |          |          |          |          |
| -------- | -------- | -------- | -------- | -------- | -------- | -------- | -------- |

## Ereignisse

### Politik und Weltgeschehen

#### Europa
- 20. Januar: In Regensburg beginnt ein Reichstag, aus dem der Immerwährende Reichstag hervorgeht.
- 17. Juli: Die Regimentsform der Königlich Schwedisch-Pommerschen Regierung wird als Verfassung für Schwedisch-Pommern erlassen.
- September: In Osteuropa spitzt sich die Lage zu zum 4. Österreichischen Türkenkrieg 1663/1664. Der osmanische Großwesir Köprülü Fâzıl Ahmed Pascha erobert die ungarische Festung Neuhäusel.
- 17. Oktober: Nach langwierigen Auseinandersetzungen mit der Opposition des Langen Landtages erreicht der Kurfürst Friedrich Wilhelm durch die Statuierung eines Exempels (Verurteilung des Königsberger Oppositionsführers Hieronymus Roth zu lebenslanger Festungshaft) die Anerkennung seiner Souveränität sowie die Huldigung durch die preußischen Landstände, die ihm schließlich die Bewilligung von Heeressteuern zusichern.

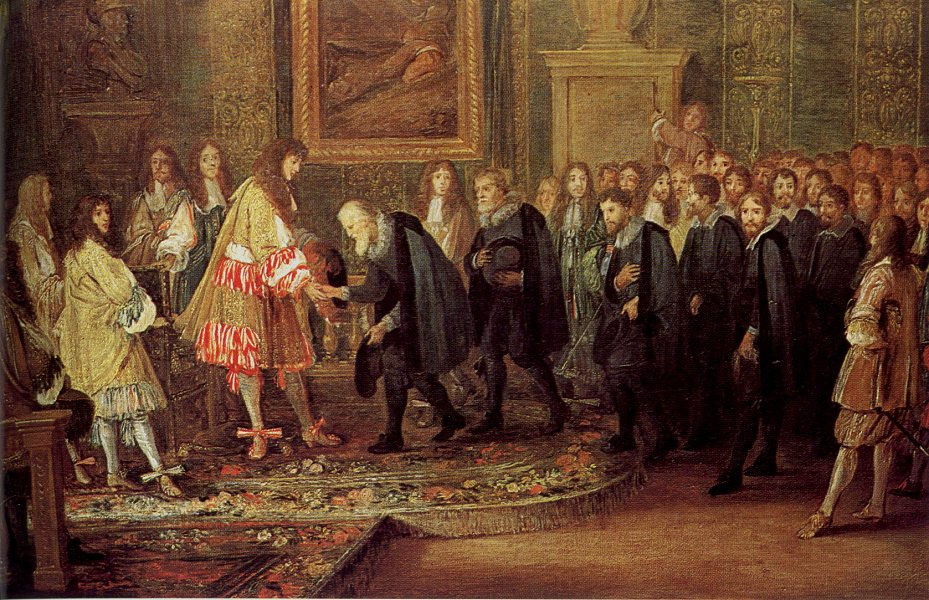
Die eidgenössische Delegation am Hof Ludwigs XIV.

- Eine eidgenössische Delegation der dreizehn Orte, angeführt vom Zürcher Bürgermeister Johann Heinrich Waser beschwört in Paris die 1658 initiierte Soldallianz Zürichs mit Ludwig XIV. Zur Zürcher Delegation gehörten auch Konrad Werdmüller und Heinrich Escher.

#### Nordamerikanische Kolonien
- 24. Februar: Das Privileg der Compagnie de la Nouvelle France wird zurückgenommen. Die französischen Besitzungen in Kanada werden zu einer königlichen Provinz Ludwigs XIV. und staatlich verwaltet.
- 24. März: Der englische König Karl II. übergibt den acht Lords Proprietor, die ihm zur Thronbesteigung verholfen hatten, die Provinz Carolina, ein Gebiet in Nordamerika.
- 7. Juni: Der Zweite Esopus-Krieg beginnt mit einem Angriff der Esopus auf die niederländische Kolonie Nieuw Nederland.

#### Karibik
- Kolonisten aus England lassen sich auf Antigua nieder. Aus ihrer Ansiedlung entsteht Saint John’s, die heutige die Hauptstadt von Antigua und Barbuda.

#### Entdeckungsreisen
- 4. März: Die Prinz-Edward-Inseln werden vom holländischen Seefahrer Barend Barendszoon Lam entdeckt.

### Wirtschaft
- 27. Juli: Das englische Parlament beschließt in einer zweiten Navigationsakte, dass Güter für die nordamerikanischen Kolonien ausschließlich auf englischen Schiffen und von England aus transportiert werden dürfen.
- In Pahres wird die Privatbrauerei Hofmann gegründet.
- 1662/63: Kaiser Leopold I. lässt in der Münzstätte Kremnitz den Banderolentaler prägen.

### Wissenschaft und Technik
- In Québec wird die Universität Laval, eine der ältesten Universitäten auf dem amerikanischen Kontinent, gegründet.
- Der Lucasische Lehrstuhl für Mathematik wird gestiftet.

### Kultur

#### Architektur und Bildende Kunst
- 29. April: Der Grundstein für den Bau der Münchner Theatinerkirche wird gelegt.

- um 1663: Rembrandt van Rijn malt in Öl auf Leinwand das Selbstbildnis als Zeuxis.

#### Musik und Theater
- 1. Juni: Knapp sechs Monate nach der Premiere von Molières Fünfakter Die Schule der Frauen hat seine einaktige Komödie Die Kritik der „Schule der Frauen“ (französisch La Critique de l'École des femmes) ihre Uraufführung im Palais Royal in Paris.
- Oktober: Molières Komödie Das Impromptu von Versailles (L'Impromptu de Versailles) wird im Schloss Versailles vor König Ludwig XIV. uraufgeführt, die öffentliche Erstaufführung erfolgt am 4. November im Palais Royal in Paris.
- Die Erstausgabe des Horribilicribrifax Teutsch von Andreas Gryphius erscheint.

### Gesellschaft

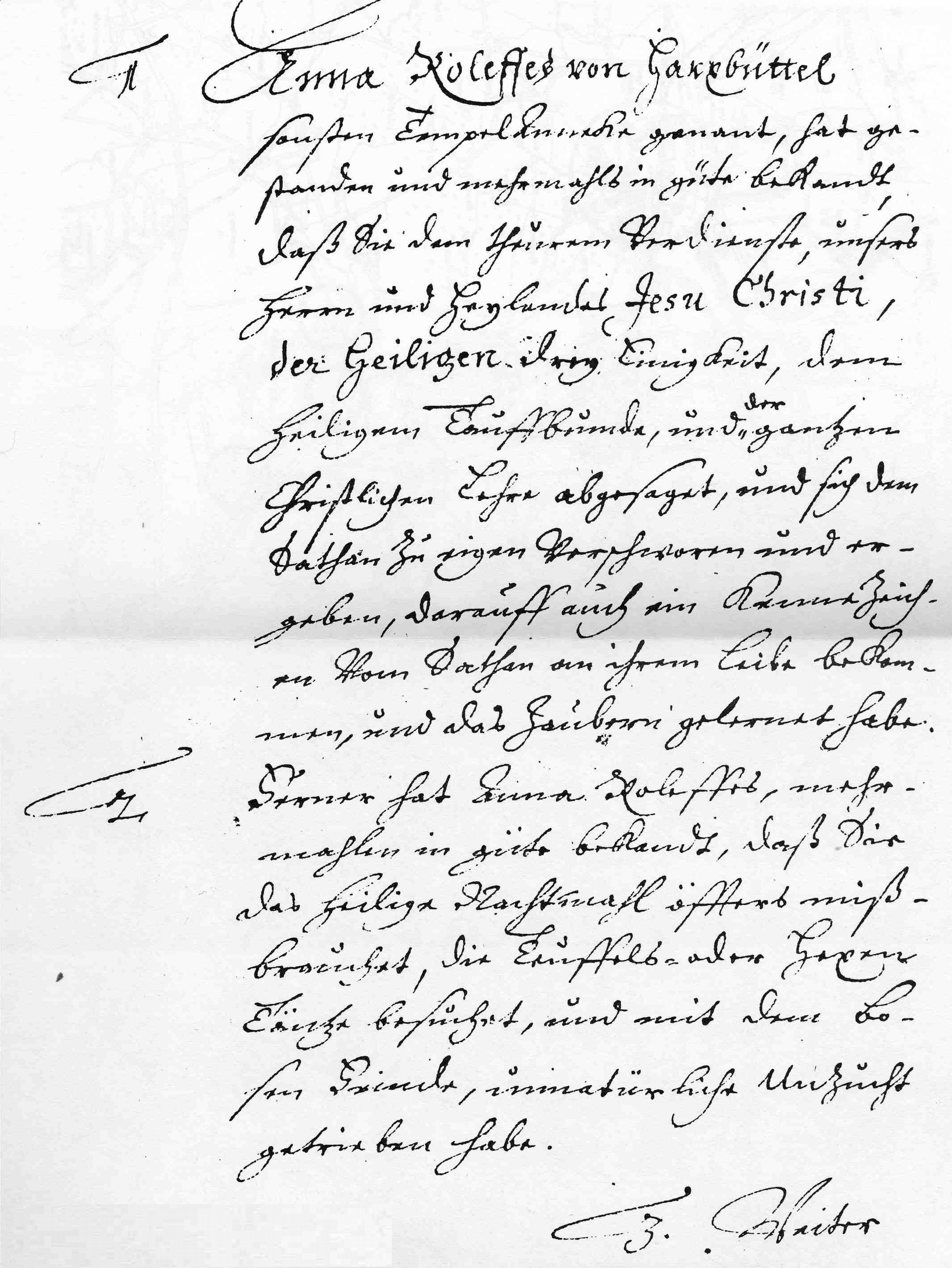
Erste Seite des Urgichts der Tempel Anneke vom 28. Dezember 1663.
Die Transkription befindet sich auf der Bildbeschreibungsseite.

- 30. Dezember: Nach einem im Juni begonnenen Prozess wird Anna Roleffes, genannt Tempel Anneke, wegen Hexerei in Braunschweig hingerichtet.

### Religion

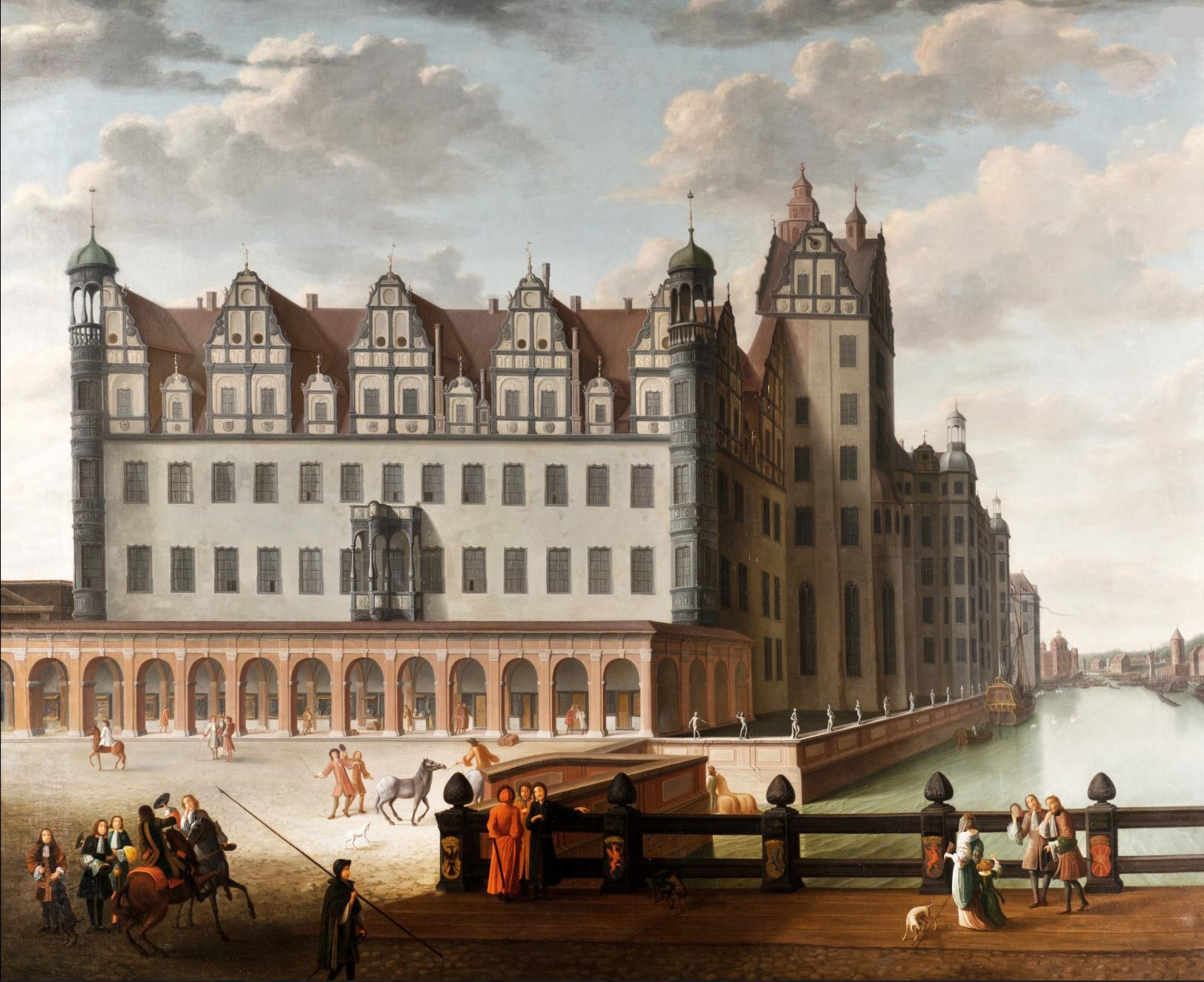
Berliner Schloss,
Ort des Religionsgesprächs

- 29. Mai: Das im Vorjahr auf Einberufung des Großen Kurfürsten begonnene Berliner Religionsgespräch zwischen lutherischen und reformierten Theologen der Mark Brandenburg mit dem Ziel der Annäherung der beiden protestantischen Konfessionen wird nach 17 Sitzungen ergebnislos abgebrochen.
- Die religiöse Laiengemeinschaft Société Notre-Dame de Montréal wird wegen wirtschaftlicher Probleme aufgelöst.

## Historische Karten und Ansichten

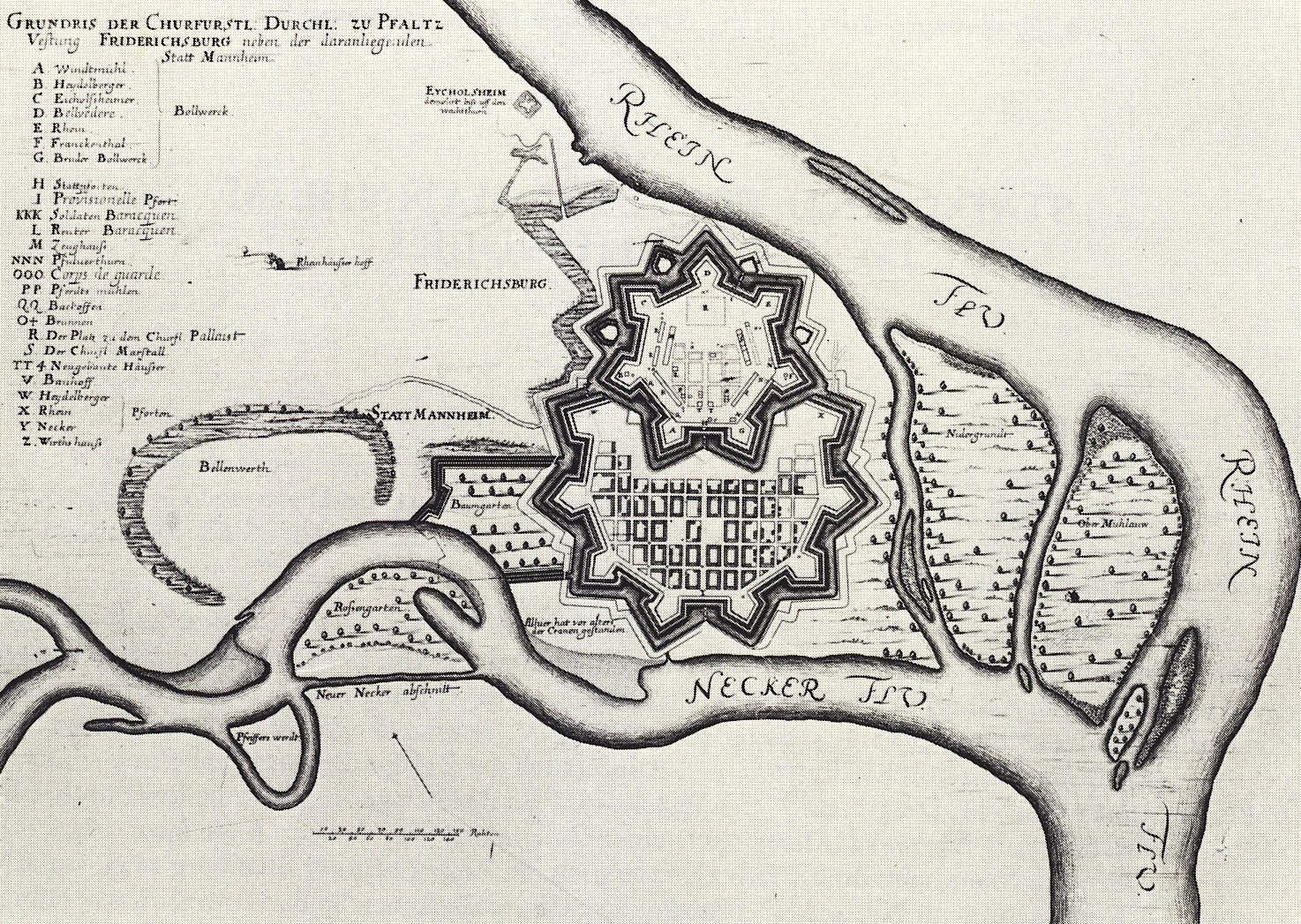
Karte von Mannheim 1663

## Geboren

### Erstes Halbjahr
- 06. Januar: Heinrich Anselm von Ziegler und Kliphausen, deutscher Schriftsteller († 1697)
- 20. Januar: Luca Carlevarijs, italienischer Maler († 1730)
- 27. Januar: George Byng, britischer Admiral († 1733)
- 24. Februar: Ambrosius Stegmann, deutscher Mediziner († 1700)
- 26. Februar: Thomas Newcomen, englischer Erfinder († 1729)
- 06. März: Franz Atterbury,  englischer Bischof von Rochester († 1732)
- 07. März: Andreas von Fürstenberg, deutsch-baltischer Offizier, Landrat von Schwedisch-Vorpommern und Kurator der Universität Greifswald († 1738)
- 07. März: Tomaso Antonio Vitali, italienischer Violinist und Komponist († 1745)
- 12. März: Georg Nitsch, deutscher Theologe († 1729)
- 16. März: Christoph Hackner, schlesischer Architekt († 1741)
- 19. März: Georg Friedrich Schröer, deutscher lutherischer Theologe († 1739)
- 22. März: August Hermann Francke, deutscher Theologe und Sozialpädagoge († 1727)
- 25. März: Giovanni Odazzi, römischer Maler und Grafiker († 1731)
- 27. März: Johann Andreas Eisenbarth, („Doktor Eisenbarth“), deutscher Handwerkschirurg, Wundarzt und Starstecher († 1727)
- 16. April: Alexander Sigismund von der Pfalz, Fürstbischof von Augsburg († 1737)
- 10. Mai: Philipp Karl Franz von Arenberg, Herzog von Arenberg und Herzog von Aarschot († 1691)
- 20. Mai: Johann Balthasar Lauterbach, deutscher Mathematiker, Architekt und herzoglich-braunschweigischer Landbaumeister († 1694)
- 25. Mai: Johann Dientzenhofer, Bamberger Baumeister der Barockzeit († 1726)
- 28. Mai: Johann Peter Münch von Münchenstein-Löwenburg, Schweizer Beamter († 1732)
- 12. Juni: Anne Marguerite Petit Du Noyer, französische Journalistin († 1719)

### Zweites Halbjahr
- 01. Juli: Franz Xaver Murschhauser, deutscher Musiker und Komponist († 1738)
- 07. Juli: Elias Hößler, deutscher Orgelbauer († 1746)
- 10. Juli: Leopold Schlik zu Bassano und Weißkirchen, kaiserlicher Feldmarschall, Generalkriegskommissar und Botschafter († 1723)
- 11. Juli: James Ogilvy, 4. Earl of Findlater, schottischer Politiker und Lordkanzler von Schottland († 1730)
- 26. Juli: Peter Hohmann, Handelsherr und Ratsherr in Leipzig († 1732)
- 03. August: Nicola Malinconico, italienischer Maler († 1727)
- 09. August: Ferdinando de’ Medici, Erbprinz der Toskana und Mäzen († 1713)
- 18. August: Catherine Repond, eines der letzten Opfer der Hexenverfolgung in der Schweiz († 1731)
- 20. August: Ferdinand Joseph von Hörwarth, Hofmarksherr in Hohenburg († 1731)
- 24. August: Valentin Ulrich Grotian, deutscher Orgelbauer († 1741)
- 31. August: Guillaume Amontons, französischer Physiker († 1705)
- 16. September: Johann Josua Mosengel, deutscher Orgelbauer († 1731)
- 20. September: Pirro Albergati, italienischer Komponist († 1735)
- 20. September: Friedrich Wilhelm, Fürst von Hohenzollern-Hechingen († 1735)
- 20. September: Henry FitzRoy, 1. Duke of Grafton, englischer Adeliger († 1690)
- 25. September: Johann Nicolaus Hanff, deutscher Organist und Komponist († 1711)

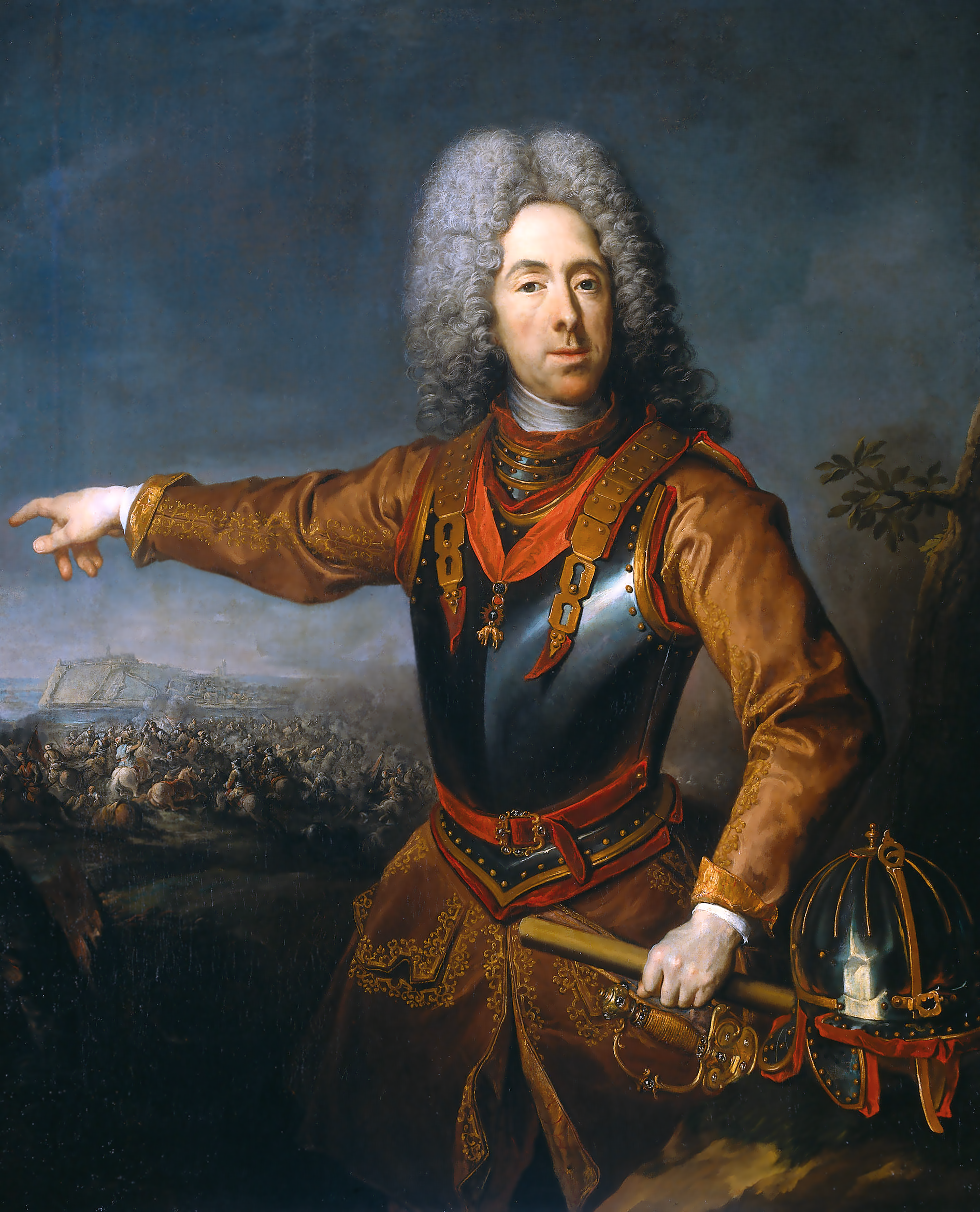
Eugen von Savoyen

- 18. Oktober: Prinz Eugen von Savoyen, der edle Ritter, Feldmarschall des habsburgisch-kaiserlichen Heeres († 1736)
- 23. Oktober: Eleonore Juliane von Brandenburg-Ansbach, Herzogin von Württemberg-Winnental († 1724)
- 30. Oktober: Johann Ludolph Quenstedt, Buchhändler und erster Oberbürgermeister von Wittenberg († 1714)
- 08. November: Imre Esterházy de Galántha, ungarischer Erzbischof († 1745)
- 25. November: Jean Frédéric Ostervald, Schweizer reformierter Theologe († 1747)
- 24. Dezember: Louis Nicolas de Neufville, duc de Villeroy, Pair von Frankreich († 1734)
- 27. Dezember: Johann Melchior Roos, deutscher Maler († 1731)
- 29. Dezember: Philipp Ernst, Graf und Fürst von Hohenlohe-Waldenburg-Schillingsfürst († 1759)

### Genaues Geburtsdatum unbekannt
- Ki no Kaion, japanischer Schriftsteller († 1742)
- Árni Magnússon, isländischer Gelehrter († 1730)

## Gestorben

### 1. Halbjahr
- 17. Januar: Domenico Manetti, italienischer Maler (* 1609)
- 28. Januar: Jacob Lossius, deutscher lutherischer Theologe (* 1596)
- 01. Februar: Christoph Lüthardt, Schweizer evangelischer Geistlicher und Hochschullehrer (* 1590)
- 18. Februar: Wolfgang Kilian, deutscher Kupferstecher (* 1581)
- 19. Februar: Adam Adami, Weihbischof von Hildesheim (* 1610)
- 24. Februar: Marianus Rot, Schweizer katholischer Geistlicher und Bühnenautor (* 1597)
- 08. März: Hans Christoph Graf von Königsmarck, schwedischer Feldmarschall im Dreißigjährigen Krieg (* 1605)
- 13. März: Hugo Everhard Cratz von Scharfenstein, Bischof von Worms (* vor 1595)
- 13. März: Eduard von der Pfalz, pfälzischer Prinz (* 1625)
- 15. März: John Campbell, 1. Earl of Loudoun, schottischer Adliger (* 1598)
- 11. Mai: Henri II. d’Orléans-Longueville, Pair und Großkammerherr von Frankreich, Herzog von Longueville und souveräner Fürst von Neuchâtel (* 1595)
- 04. Juni: William Juxon, Erzbischof von Canterbury (* 1582)
- 07. Juni: Jobst Christoph Kreß von Kressenstein, Gesandter der Stadt Nürnberg beim Westfälischen Friedenskongress (* 1597)

### 2. Halbjahr
- 16. Juli: Wilhelm VI., Landgraf in Hessen-Kassel (* 1629)
- 24. Juli: Thomas Baltzar, deutscher Violinist und Komponist (* um 1631)
- 06. August: Schering Rosenhane, schwedischer Gesandter bei den Westfälischen Friedensverhandlungen (* 1609)
- 09. August: Silvester Hiller, Schweizer Mediziner und Bürgermeister von St. Gallen (* 1592)
- 04. September: Johannes Hornschuch, deutscher Philologe und Pädagoge (* 1599)
- 28. September: Jakym Somko, Hetman der linksufrigen Ukraine (* um 1619)
- 03. Oktober: Susanna Margarethe von Anhalt-Dessau, Gräfin von Hanau-Lichtenberg (* 1610)
- 07. Oktober: Sophie Eleonore von Hessen-Darmstadt, Landgräfin von Hessen-Homburg (* 1634)
- 19. Oktober: Lucius Gabriel, Schweizer evangelisch-reformierter Pfarrer und Bibelübersetzer in die rätoromanische Schriftsprache des surselvischen Idioms (* 1597)
- 20. Oktober: Raphael Cotoner, Großmeister des Malteserordens (* 1601)
- 08. November: Christian zu Rantzau, deutscher Adeliger, Statthalter im königlich-dänischen Anteil von Schleswig-Holstein (* 1614)
- 13. November: Domenico Guargena, sizilianischer Kapuziner und Maler (* 1610)
- 24. November: Ludwig IV., Herzog von Liegnitz (* 1616)
- 12. Dezember: Joachim Betke, deutscher evangelischer Theologe und Spiritualist (* 1601)
- 17. Dezember: Nzinga, Königin von Ndongo und Matamba (* 1583)
- 21. Dezember: Camillo Astalli, italienischer Kardinal (* 1616 oder 1619)
- 27. Dezember: Christina von Frankreich, Herzogin von Savoyen (* 1606)
- 28. Dezember: Francesco Maria Grimaldi, italienischer Physiker und Mathematiker (* 1618)
- 30. Dezember: Anna Roleffes, genannt „Tempel Anneke“, deutsche Schankwirtin, Dienstmagd, Heilkundige und Wahrsagerin, als „Hexe“ hingerichtet (wahrscheinlich * 1600)

### Genaues Todesdatum unbekannt
- Abu’l Ghazi Bahadur, Khan von Chiwa und Geschichtsschreiber (* 1603)
- Lion Gardiner, englischer Offizier (* 1599)
- Andreas Neunhaber, deutscher Organist (* 1603)
- Heinrich Scheidemann, deutscher Komponist, Organist und Musiklehrer (* um 1596)